# Notopais spicatus
Notopais spicatus är en kräftdjursart som beskrevs av Hodgson 1910. Notopais spicatus ingår i släktet Notopais och familjen Munnopsidae. Inga underarter finns listade i Catalogue of Life.